# Grosser Preis des Kantons Aargau 1995
Il Grosser Preis des Kantons Aargau 1995, trentaduesima edizione della corsa, si svolse il 30 aprile su un percorso di 196 km, con partenza e arrivo a Gippingen. Fu vinto per il secondo anno consecutivo dallo svizzero Pascal Richard della MG Boys Maglificio-Technogym davanti al lettone Arvis Piziks e all'altro svizzero Steffen Wesemann.

## Ordine d'arrivo (Top 10)
| Pos. | Corridore          | Squadra                      | Tempo    |
| ---- | ------------------ | ---------------------------- | -------- |
| 1    | Pascal Richard     | MG Boys Maglificio-Technogym | 4h50'42" |
| 2    | Arvis Piziks       | Novell                       | s.t.     |
| 3    | Steffen Wesemann   | Team Deutsche Telekom        | a 38"    |
| 4    | Stephen Hodge      | Festina-Lotus                | a 1'04"  |
| 5    | Gabriele Missaglia | Brescialat-Fago              | s.t.     |
| 6    | Wilfried Nelissen  | Lotto-Isoglass               | s.t.     |
| 7    | Henk Vogels        | Novell                       | s.t.     |
| 8    | Frédéric Moncassin | Novell                       | s.t.     |
| 9    | Mario Manzoni      | Brescialat-Fago              | s.t.     |
| 10   | Uwe Raab           | Team Deutsche Telekom        | s.t.     |